# Ruth Prawer Jhabvala
Ruth Prawer Jhabvala   (Colònia, 7 de maig de 1927 - Manhattan, 3 d'abril de 2013), nascuda Ruth Prawer, va ser una novel·lista i guionista britànica d'origen alemany.
Nascuda a Alemanya, la seva família d'origen jueu, escapà el 1939 a Gran Bretanya va estudiar literatura al Universitat Queen Mary de Londres de Londres. Va casar-se amb Cyrus Jhabvala, un arquitecte indi, i va viure a Nova Delhi i Nova York.
Va guanyar el Premi Booker, el premi BAFTA al millor guió adaptat i el premi Oscar al millor guió adaptat per Una habitació amb vista (1986) i Retorn a Howards End (1992). És reconeguda per la seva extensa i productiva col·laboració amb el director James Ivory i el productor Ismail Merchant, com a autora de vint-i-dos guions cinematogràfics. Obtingué també reconeixement l'adaptació de les seves novel·les a Heat and Dust (1984) i El que queda del dia (1993).
L'any 1998 fou nomenada comanadora de l'Orde de l'Imperi Britànic.

## Obres destacades

### Novel·les
- To Whom She Will (1955)
- The Nature of Passion (1956)
- Esmond in India (1957)
- The Householder (1960)
- A Backward Place (1965)
- A New Dominion (1972)
- Heat and Dust (1975), per la qual guanyà el premi Booker
- Out of India (1986)
- Poet and Dancer (1993)
- My Nine Lives (2004)

### Narracions
- How I Became a Holy Mother and other stories (1976)
- A Lovesong for India (2012)